# Konrad II av Böhmen
Konrad II av Böhmen, född 11??, död 1191, var hertig av Böhmen. Han regerade från 1189 till 1191.